# Clasificación para la Eurocopa Sub-21 de 2013
La Clasificación para la Eurocopa Sub-21 de 2013 entregó 7 cupos para el certamen que se llevará a cabo en Israel. La competición en los grupos de la clasificación para dicha competición en Israel, país ya clasificado como organizador, se inició el marzo de 2011 y finalizó el septiembre de 2012. 
Había diez grupos. Dos de estos grupos tenían seis equipos, los restantes ocho grupos estaban formados por cinco equipos. Los partidos de cada grupo fueron de ida y vuelta: cada equipo organizó un juego con cualquier otro equipo de su grupo. Al término de las eliminatorias, el mejor equipo de cada grupo y los cuatro mejores segundos fueron los equipos clasificados para los play-offs programados en octubre de 2012, el ganador de cada lazo de play-off clasificó a la fase final.

## Sorteo
| Bombo 1 | Bombo 2                                                                                            | Bombo 3 | Bombo 4 | Bombo 5 |
| --- | -------------------------------------------------------------------------------------------------- | --- | --- | --- |
| - Inglaterra - España (vigente campeón) - Holanda - Italia - Suecia - República Checa - Rusia - Serbia - Alemania - Rumania | - Suiza - Gales - Bélgica - Francia - Ucrania - Turquía - Austria - Portugal - Dinamarca - Bélgica | - Croacia - Hungría - Escocia - Grecia - Islandia - Eslovaquia - Moldavia - Finlandia - Armenia - Irlanda del Norte | - Polonia - Montenegro - Georgia - Letonia - Noruega - Eslovenia - Irlanda - Bulgaria - Bosnia y Herzegovina - Macedonia | - Albania - Islas Feroe - Chipre - Lituania - Kazajistán - Estonia - Azerbaiyán - Andorra - San Marino - Luxemburgo - Malta - Liechtenstein |

## Grupos
| Grupo 1              | Grupo 2   | Grupo 3         | Grupo 4           | Grupo 5 |
| -------------------- | --------- | --------------- | ----------------- | ------- |
| Alemania             | Suecia    | República Checa | Serbia            | España  |
| Bielorrusia          | Ucrania   | Gales           | Dinamarca         | Suiza   |
| Grecia               | Finlandia | Armenia         | Irlanda del Norte | Croacia |
| Bosnia y Herzegovina | Eslovenia | Montenegro      | Macedonia         | Georgia |
| Chipre               | Lituania  | Andorra         | Islas Feroe       | Estonia |
| San Marino           | Malta     |                 |                   |         |

| Grupo 6  | Grupo 7       | Grupo 8    | Grupo 9    | Grupo 10   |
| -------- | ------------- | ---------- | ---------- | ---------- |
| Rusia    | Italia        | Inglaterra | Rumania    | Holanda    |
| Portugal | Turquía       | Bélgica    | Francia    | Austria    |
| Moldavia | Hungría       | Islandia   | Eslovaquia | Escocia    |
| Polonia  | Irlanda       | Noruega    | Letonia    | Bulgaria   |
| Albania  | Liechtenstein | Azerbaiyán | Kazajistán | Luxemburgo |

## Fase de grupos

### Grupo 1
| Equipo               | Pts | PJ | PG | PE | PP | GF | GC | Dif |
| -------------------- | --- | -- | -- | -- | -- | -- | -- | --- |
| Alemania             | 28  | 10 | 9  | 1  | 0  | 39 | 9  | 30  |
| Bosnia y Herzegovina | 20  | 10 | 6  | 2  | 2  | 25 | 12 | 13  |
| Grecia               | 13  | 10 | 4  | 1  | 5  | 14 | 15 | -1  |
| Bielorrusia          | 13  | 10 | 4  | 1  | 5  | 11 | 17 | -6  |
| Chipre               | 12  | 10 | 4  | 0  | 6  | 16 | 20 | -4  |
| San Marino           | 1   | 10 | 0  | 1  | 9  | 2  | 34 | -32 |

### Grupo 2
| Equipo    | Pts | PJ | PG | PE | PP | GF | GC | Dif |
| --------- | --- | -- | -- | -- | -- | -- | -- | --- |
| Suecia    | 22  | 10 | 7  | 1  | 2  | 18 | 10 | 8   |
| Eslovenia | 20  | 10 | 6  | 2  | 2  | 15 | 8  | 7   |
| Ucrania   | 17  | 10 | 5  | 2  | 3  | 21 | 10 | 11  |
| Finlandia | 12  | 10 | 3  | 3  | 4  | 12 | 14 | -2  |
| Lituania  | 9   | 10 | 3  | 0  | 7  | 9  | 18 | -9  |
| Malta     | 5   | 10 | 1  | 2  | 7  | 8  | 23 | -15 |

### Grupo 3
| Equipo          | Pts | PJ | PG | PE | PP | GF | GC | Dif |
| --------------- | --- | -- | -- | -- | -- | -- | -- | --- |
| República Checa | 20  | 8  | 6  | 2  | 0  | 24 | 3  | 21  |
| Armenia         | 15  | 8  | 4  | 3  | 1  | 11 | 5  | 6   |
| Montenegro      | 11  | 8  | 3  | 2  | 3  | 14 | 8  | 6   |
| Gales           | 10  | 8  | 3  | 1  | 4  | 7  | 10 | -3  |
| Andorra         | 0   | 8  | 0  | 0  | 8  | 2  | 32 | -30 |

### Grupo 4
| Equipo            | Pts | PJ | PG | PE | PP | GF | GC | Dif |
| ----------------- | --- | -- | -- | -- | -- | -- | -- | --- |
| Serbia            | 18  | 8  | 5  | 3  | 0  | 17 | 4  | 13  |
| Dinamarca         | 16  | 8  | 4  | 4  | 0  | 19 | 8  | 11  |
| Macedonia         | 12  | 8  | 3  | 3  | 2  | 14 | 15 | -1  |
| Irlanda del Norte | 4   | 8  | 1  | 1  | 6  | 5  | 13 | -8  |
| Islas Feroe       | 3   | 8  | 0  | 3  | 5  | 3  | 18 | -15 |

### Grupo 5
| Equipo  | Pts | PJ | PG | PE | PP | GF | GC | Dif |
| ------- | --- | -- | -- | -- | -- | -- | -- | --- |
| España  | 22  | 8  | 7  | 1  | 0  | 27 | 2  | 25  |
| Suiza   | 17  | 8  | 5  | 2  | 1  | 15 | 4  | 11  |
| Georgia | 10  | 8  | 3  | 1  | 4  | 8  | 18 | -10 |
| Croacia | 7   | 8  | 2  | 1  | 5  | 7  | 16 | -9  |
| Estonia | 1   | 8  | 0  | 1  | 7  | 2  | 19 | -17 |

### Grupo 6
| Equipo   | Pts | PJ | PG | PE | PP | GF | GC | Dif |
| -------- | --- | -- | -- | -- | -- | -- | -- | --- |
| Rusia    | 17  | 8  | 5  | 2  | 1  | 17 | 5  | 12  |
| Portugal | 15  | 8  | 4  | 3  | 1  | 15 | 6  | 9   |
| Polonia  | 11  | 8  | 3  | 2  | 3  | 13 | 13 | 0   |
| Moldavia | 7   | 8  | 2  | 1  | 5  | 10 | 24 | -14 |
| Albania  | 5   | 8  | 1  | 2  | 5  | 11 | 18 | -7  |

### Grupo 7
| Equipo        | Pts | PJ | PG | PE | PP | GF | GC | Dif |
| ------------- | --- | -- | -- | -- | -- | -- | -- | --- |
| Italia        | 19  | 8  | 6  | 1  | 1  | 27 | 8  | 19  |
| Turquía       | 15  | 8  | 5  | 0  | 3  | 13 | 7  | 6   |
| Irlanda       | 13  | 8  | 4  | 1  | 3  | 15 | 10 | 5   |
| Hungría       | 12  | 8  | 4  | 0  | 4  | 11 | 10 | 1   |
| Liechtenstein | 0   | 8  | 0  | 0  | 8  | 4  | 35 | -31 |

### Grupo 8
| Equipo     | Pts | PJ | PG | PE | PP | GF | GC | Dif |
| ---------- | --- | -- | -- | -- | -- | -- | -- | --- |
| Inglaterra | 21  | 8  | 7  | 0  | 1  | 24 | 3  | 21  |
| Noruega    | 16  | 8  | 5  | 1  | 2  | 13 | 7  | 6   |
| Bélgica    | 11  | 8  | 3  | 2  | 3  | 17 | 15 | 2   |
| Azerbaiyán | 7   | 8  | 2  | 1  | 5  | 6  | 18 | -12 |
| Islandia   | 3   | 8  | 1  | 0  | 7  | 4  | 21 | -17 |

### Grupo 9
| Equipo     | Pts | PJ | PG | PE | PP | GF | GC | Dif |
| ---------- | --- | -- | -- | -- | -- | -- | -- | --- |
| Francia    | 21  | 8  | 7  | 0  | 1  | 19 | 2  | 17  |
| Eslovaquia | 15  | 8  | 5  | 0  | 3  | 17 | 7  | 10  |
| Rumania    | 14  | 8  | 4  | 2  | 2  | 11 | 6  | 5   |
| Kazajistán | 4   | 8  | 0  | 4  | 4  | 2  | 14 | -12 |
| Letonia    | 2   | 8  | 0  | 2  | 6  | 1  | 21 | -20 |

### Grupo 10
| Equipo     | Pts | PJ | PG | PE | PP | GF | GC | Dif |
| ---------- | --- | -- | -- | -- | -- | -- | -- | --- |
| Holanda    | 19  | 8  | 6  | 1  | 1  | 21 | 3  | 18  |
| Escocia    | 13  | 8  | 3  | 4  | 1  | 16 | 9  | 7   |
| Bulgaria   | 12  | 8  | 3  | 3  | 2  | 11 | 12 | -1  |
| Austria    | 11  | 8  | 3  | 2  | 3  | 15 | 14 | 1   |
| Luxemburgo | 0   | 8  | 0  | 0  | 8  | 6  | 31 | -25 |

## Play-offs
Los play-offs tuvieron lugar entre 11 y 16 de octubre. Los siete ganadores clasificaron al torneo final en Israel.
| Equipo 1        | Agr.  | Equipo 2  | Ida   | Vuelta |
| --------------- | ----- | --------- | ----- | ------ |
| España          | 8 – 1 | Dinamarca | 5 – 0 | 3 – 1  |
| Italia          | 4 – 2 | Suecia    | 1 – 0 | 3 – 2  |
| República Checa | 2 – 4 | Rusia     | 0 – 2 | 2 – 2  |
| Eslovaquia      | 0 – 4 | Holanda   | 0 – 2 | 0 – 2  |
| Alemania        | 4 – 2 | Suiza     | 1 – 1 | 3 – 1  |
| Inglaterra      | 2 – 0 | Serbia    | 1 – 0 | 1 – 0  |
| Francia         | 4 – 5 | Noruega   | 1 – 0 | 3 – 5  |

### Partidos
| 11 de octubre de 2012, 19:00 (UTC +2) | Eslovaquia | 0 - 2   | Países Bajos              | Národné Tréningové Centrum, Senec |                            |
|                                       |            | Reporte | Marco van Ginkel 55', 82' | Árbitro(s): Antony Gautier        | Árbitro(s): Antony Gautier |

| 15 de octubre de 2012, 19:00 (UTC +2) | Países Bajos                       | 2 - 0   | Eslovaquia | Sparta Stadion Het Kasteel, Róterdam |                         |
|                                       | Wijnaldum 56' · de Jong 68' (pen.) | Reporte |            | Árbitro(s): Kenn Hansen              | Árbitro(s): Kenn Hansen |

| 11 de octubre de 2012, 20:45 (UTC +2) | España                                       | 5 - 0   | Dinamarca | Estadio Municipal de El Plantío, Burgos |                          |
|                                       | Rodrigo 16', 18', 21', 82' · Isco 79' (pen.) | Reporte |           | Árbitro(s): Bobby Madden                | Árbitro(s): Bobby Madden |

| 16 de octubre de 2012 (UTC +2) | Dinamarca                 | 1 - 3   | España                          | Aalborg Stadion, Aalborg     |                              |
|                                | Anders Christiansen 90+1' | Reporte | Muniain 24' · Álvaro 62', 90+2' | Árbitro(s): Szymon Marciniak | Árbitro(s): Szymon Marciniak |

| 12 de octubre de 2012 | República Checa | 0 - 2   | Rusia                  | Stadion Střelnice, Jablonec nad Nisou |                            |
|                       |                 | Reporte | Smolov 33', 74' (pen.) | Árbitro(s): Ovidiu Haţegan            | Árbitro(s): Ovidiu Haţegan |

| 16 de octubre de 2012 | Rusia                                | 2 - 2   | República Checa       | Estadio Central, Ekaterimburgo |                           |
|                       | Smolov 6' (pen.) · Yuri Kirillov 83' | Reporte | Tomáš Wágner 12', 64' | Árbitro(s): Antti Munukka      | Árbitro(s): Antti Munukka |

| 12 de octubre de 2012 | Alemania        | 1 - 1   | Suiza           | BayArena, Leverkusen            |                                 |
|                       | Rudy 82' (pen.) | Reporte | Josip Drmić 87' | Árbitro(s): Antonio Mateu Lahoz | Árbitro(s): Antonio Mateu Lahoz |

| 16 de octubre de 2012 | Suiza           | 1 - 3   | Alemania                                             | Swissporarena, Lucerna |                       |
|                       | Josip Drmić 75' | Reporte | Holtby 8' · Lasse Sobiech 20' · Sebastian Polter 45' | Árbitro(s): Matej Jug  | Árbitro(s): Matej Jug |

| 12 de octubre de 2012 | Francia    | 1 - 0   | Noruega | Stade Océane, Le Havre    |                           |
|                       | Varane 22' | Reporte |         | Árbitro(s): Kristo Tohver | Árbitro(s): Kristo Tohver |

| 16 de octubre de 2012 | Noruega                                                                                       | 5 - 3   | Francia                                               | Marienlyst Stadion, Drammen |                          |
|                       | Harmeet Singh 13' (pen.) · Håvard Nielsen 19' · Rogne 27' · Anders Konradsen 57' · Berget 66' | Reporte | Josuha Guilavogui 28' · Lacazette 84' · Griezmann 87' | Árbitro(s): Paolo Valeri    | Árbitro(s): Paolo Valeri |

| 12 de octubre de 2012 | Inglaterra              | 1 - 0   | Serbia | Carrow Road, Norwich      |                           |
|                       | Craig Dawson 65' (pen.) | Reporte |        | Árbitro(s): Deniz Aytekin | Árbitro(s): Deniz Aytekin |

| 16 de octubre de 2012 | Serbia | 0 - 1   | Inglaterra    | Estadio Mladost, Kruševac |                           |
|                       |        | Reporte | Wickham 90+4' | Árbitro(s): Hüseyin Göçek | Árbitro(s): Hüseyin Göçek |

| 12 de octubre de 2012 | Italia       | 1 - 0   | Suecia | Stadio Adriatico, Pescara     |                               |
|                       | Immobile 17' | Reporte |        | Árbitro(s): Artur Soares Dias | Árbitro(s): Artur Soares Dias |

| 16 de octubre de 2012 | Suecia                           | 2 - 3   | Italia                                    | Guldfågeln Arena, Kalmar   |                            |
|                       | Mikael Ishak 72' · Hiljemark 77' | Reporte | Insigne 68' · Florenzi 71' · Immobile 86' | Árbitro(s): Michael Oliver | Árbitro(s): Michael Oliver |

## Equipos clasificados
| País         | Apariciones anteriores en el torneo |
| ------------ | ----------------------------------- |
| Israel       | 1                                   |
| España       | 11                                  |
| Italia       | 16                                  |
| Rusia        | 2                                   |
| Países Bajos | 6                                   |
| Alemania     | 8                                   |
| Inglaterra   | 10                                  |
| Noruega      | 17                                  |